# Goris (ciudad)

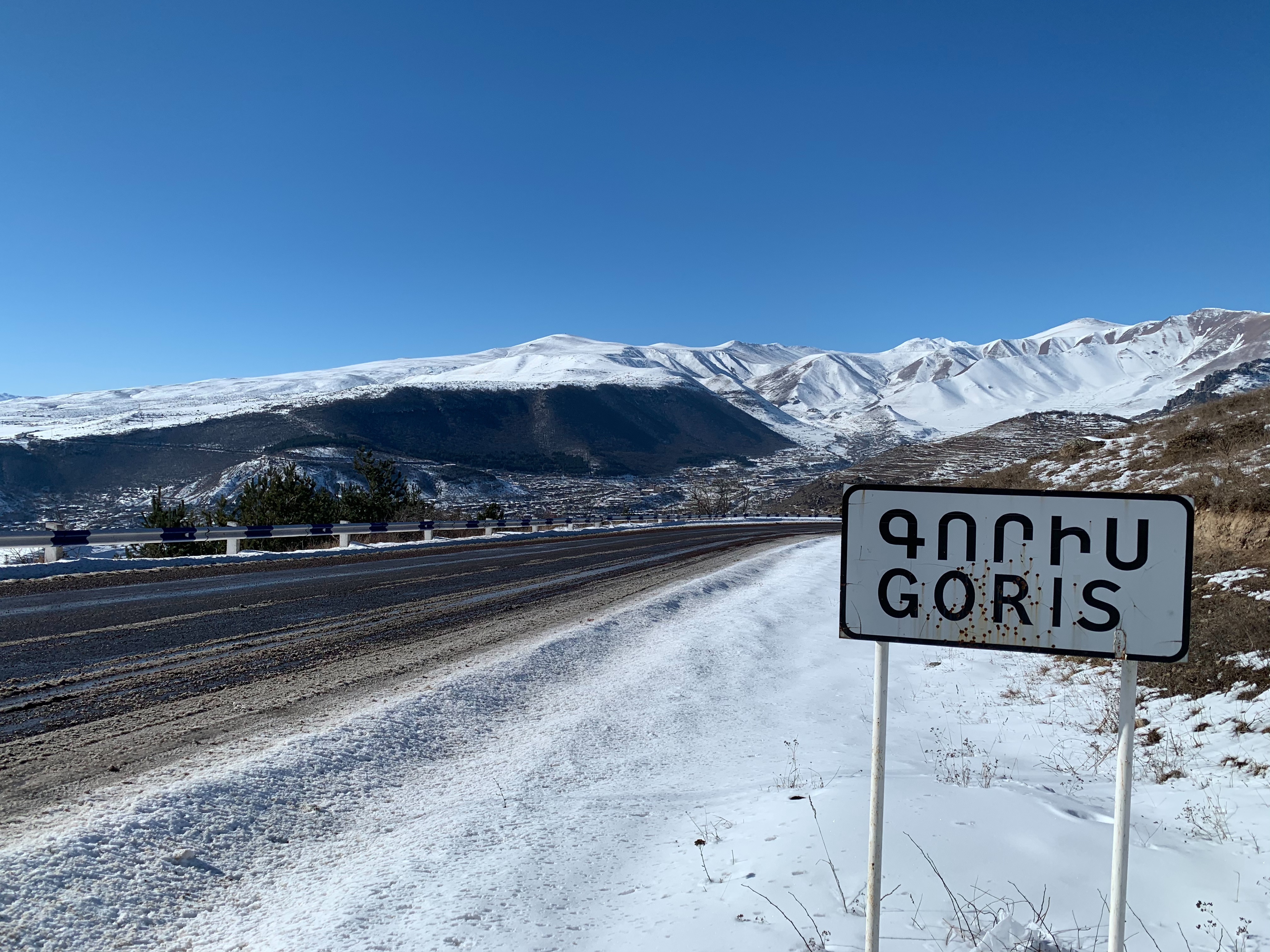
Cartel de entrada a Goris por la carretera M12

Goris (Գորիս, en idioma armenio) es una comunidad urbana de Armenia perteneciente a la provincia de Syunik'. La ciudad está situada en la frontera de Armenia y la República de Nagorno-Karabaj, y por esta misma ciudad pasa la carretera que conduce a la República Islámica de Irán. Desde su independencia de la Unión de Repúblicas Socialistas Soviéticas en 1991, la ciudad, como muchas otras en Armenia, ha experimentado un importante flujo migratorio.

## Geografía
Se ubica al norte de Kapan, en la frontera con Azerbaiyán.
Goris se encuentra 253 kilómetros de la ciudad capital del país, Ereván, al sureste, en la región Syunik'.
Está construida en una cuenca al pie de las colinas y montañas verdes, a pocos kilómetros de la frontera con Nagorno-Karabaj. La ciudad es atravesada por la carretera M2 hacia el norte de Ereván y Kapan e Irán al sur. La carretera M12 se origina al norte de la ciudad y conduce a la Shusha y Stepanakert en Nagorno-Karabaj.
A unos 16 km kilómetros en la carretera que va a Stepanakert se encuentra la vieja ciudad troglodítica de Khndzoresk y su puente colgante.

## Historia
Goris se encuentra no lejos del monasterio Tatev, por donde pasa la carretera de la sal. La ciudad fue entonces parte de la provincia medieval de Zanguezur. La antigua Goris se encuentra en la margen izquierda del río Goris. Hacia el final de este siglo, Goris fue la cuarta ciudad más grande de Armenia. Esta fue la ciudad capital, de facto, de la República de la Armenia Montañosa.
Ésta empezó a desarrollarse realmente a inicios de la década de 1950, pero no cambió demasiado el plan urbano. La vieja Goris es famosa por algunos de sus casas trogloditas. Además, este antiguo barrio se extiende sobre una colina llamada "mini-Capadocia", con sus chimeneas de hadas.

## Museos
La ciudad cuenta con dos museos:
- El museo local.
- El Museo Aksel Bakunts.

## Ciudades Hermanas
- Francia Vienne (Isère), desde 1989.